# Jos Overtoom

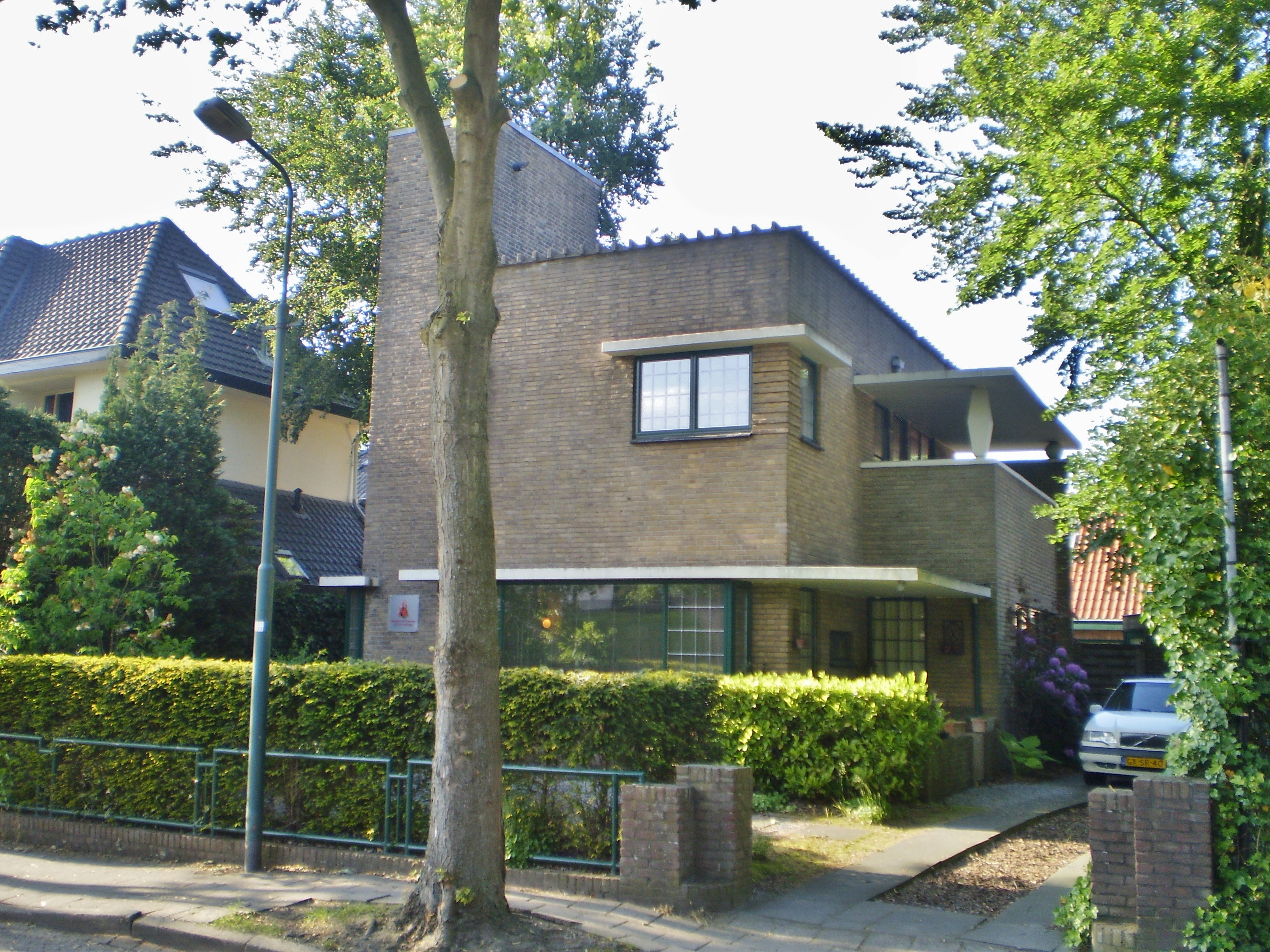
Villa De Berkjes, Baarn

Josephus Laurentius (Jos) Overtoom, (Schagen, 12 augustus 1895 - Alkmaar, 13 oktober 1980) was een Nederlandse architect. Jos was de zoon van Simon Overtoom en Helena de Pater.
Overtoom woonde tien jaar in Baarn, van 1929 tot 1934 was hij gevestigd op Brinkstraat 30. Daarna betrok hij de voor zichzelf ontworpen villa in kubistisch-expressionistische bouwstijl genaamd De Berkjes op Dalweg 7. Nadien verhuisde hij naar Schagen en Heiloo.

## Ontwerpen van Jos Overtoom (selectie)
Alkmaar
- kantoorgebouw Nijverheidsweg 9 - industrieterrein d'Oosterzij (1975)[3]

Baarn
- Bilderdijklaan 31-34, gemeentelijk monument (1934)
- De Berkjes - Dalweg 7, rijksmonument (1932)
- d'Aulnis de Bourouilllaan 1 - hoek Dalweg 5, gemeentelijk monument (1927)
- ingrijpende verbouw Turfstraat 28a - 32, gemeentelijk monument (1926)
- villa Kastanje - Brink 22 (1926)[4]

Kolhorn
- Rooms-katholieke Kerk Laurentius - Waardpolderhoofdweg 28 (1954)

Heiloo
- Mariaschool - De Biender (1973)[5]

Schagen
- Keins - Keinskapel aan de Westfriesedijk (1956)